# 熱那亞廣域市
熱那亞广域市（義大利語：Città Metropolitana di Genova）是意大利利古里亞的一個广域市。面積1,838平方公里，2006年人口890,863人。首府熱那亞。前身是热那亚省。
下分67市鎮。

## 市镇
- 阿伦扎诺
- 阿韦尼奥
- 巴尔加利
- 博利亚斯科
- 博尔佐纳斯卡
- 布萨拉
- 卡莫利
- 坎波利古雷
- 坎波莫罗内
- 卡拉斯科
- 卡萨尔扎利古雷
- 卡塞拉
- 基亚瓦里堡
- 切拉内西
- 基亚瓦里
- 奇卡尼亚
- 科戈莱托
- 科戈尔诺
- 科雷利亚利古雷
- 克罗切菲耶斯基
- 达瓦尼亚
- 法夏
- 法瓦莱迪马尔瓦罗
- 丰塔尼戈尔达
- 热那亚
- 戈雷托
- 伊索拉德尔坎托内
- 拉瓦尼亚
- 莱伊维
- 洛尔西卡
- 卢马尔佐
- 马索内
- 梅莱
- 梅扎内戈
- 米尼亚内戈
- 莫科内西
- 莫内利亚
- 蒙特布鲁诺
- 蒙托焦
- 内镇
- 内伊罗内
- 奥雷罗
- 皮耶韦利古雷
- 菲諾港
- 普罗帕塔
- 拉帕洛
- 雷科
- 雷佐阿廖
- 龙科斯克里维亚
- 龙达尼纳
- 罗西廖内
- 罗韦尼奥
- 圣科隆巴诺切尔泰诺利
- 圣奥尔切塞
- 圣玛格丽塔利古雷
- 圣斯特凡诺-达韦托
- 萨维尼奥内
- 塞拉里科
- 东塞斯特里
- 索里
- 蒂列托
- 托里利亚
- 特里博尼亚
- 乌肖
- 瓦尔布雷文纳
- 沃比亚
- 佐阿利